# Париж-Північний
Північний вокзал, Гар-дю-Нор (фр. Gare du Nord) — один із семи вокзалів Парижа, тупикова станція, що належить національному операторові SNCF. Розташований в X окрузі.
Вокзал забезпечує пересадки на метро (станція Гар-дю-Нор, лінії 4 та 5) та на мережу міських електричок RER (B, D та E).
У 2002 пропускна спроможність вокзалу становила 180 мільйонів пасажирів, що є одним з найвищих показників у світі. Вокзал обслуговує як приміське сполучення (Transilien, TER Picardie), так і далеке сполучення з північним сходом Франції (SNCF лінії, в тому числі TGV), Великою Британією (Eurostar), Бельгією, Нідерландами та Німеччиною (Thalys).

## Історія
Вперше вокзал на теперішньому місці побудований за замовленням залізничної компанії Chemin de Fer du Nord і відкритий 14 червня 1846. У тому ж році було завершено будівництво залізничної лінії Париж — Ам'єн — Лілль. Вокзал був занадто маленького розміру та не справлявся з потоком пасажирів. У 1860 був розібраний, і перенесений в Лілль, де знову зібрана будівля до сьогодні служить приміщенням вокзалу Lille-Flandres..
Для проєктування нової будівлі президент компанії Chemin de Fer du Nord, Джеймс Майер де Ротшильд найняв архітектора Жака Ігнаса Хітторффа. Будівництво тривало з травня 1861 по грудень 1865, але станцію відкрито недобудованою в 1864.
Фасад вокзалу виконаний у формі тріумфальної арки. Будівля кам'яна, дах підтримують чавунні конструкції. Опорні колони із зовнішнього боку вокзалу були відлиті в Англії, оскільки в той час жодна інша країна світу не мала у своєму розпорядженні ливарних цехів такого розміру. Фасад прикрашений скульптурами, що символізують міста, в які ходили поїзди компанії. Вісім великих статуй (Лондон, Відень, Брюссель, Варшава, Амстердам, Франкфурт, Берлін, Кельн) символізують міста міжнародного сполучення, 12 менших, розташованих на фасаді нижче (Аррас, Ланс, Лілль, Бове, Валансьєн, Кале, Руан, Ам'єн, Дуе, Дюнкерк, Камбре, Сен-Кантен) символізують міста внутрішнього сполучення, це міста північно-західної Франції.
Станцію багаторазово розширювали у зв'язку зі збільшенням обсягу пасажирських перевезень. Так, в 1884 додано 5 нових колій, в 1889 — додаткові колії для приміського сполучення.
У 1906 вокзал з'єднано зі станцією метро (лінія 4), в 1908 побудовано іншу станцію на лінії 5.
У 1994, у зв'язку з введенням в дію лінії Євростар до Лондона, проведено істотну реорганізацію під'їзних колій. Тепер вони виглядають таким чином:
- Платформи 1 — 2: Службові платформи, закриті для пасажирів
- Платформи 3 — 6: кінцева Євростар
- Платформи 7 — 8: відправлення Thalys на Брюссель, Амстердам і Кельн.
- Платформи 9 — 29: LGV Nord, поїзди далекого прямування, TER Picardie
- Платформи 30 — 40: приміське сполучення
- Платформи 41 — 44 (підземний поверх): RER B і D